# Las 5 Bocas
"Las 5 Bocas" es una encrucijada de la ciudad de Cabimas, siendo uno de sus puntos de referencia más conocidos.

## Etimología
Las 5 Bocas se denomina así por las entradas que se cruzan allí:
- 1 - Carretera K con Av Intercomunal. Sectores La Gloria - Las Cabillas
- 2 - Carretera K con Av Intercomunal. Sectores Las Cabillas - Los Médanos
- 3 - Av Intercomunal con Carretera K. Sector El Carmen - Los Médanos
- 4 - Av Intercomunal con Carretera K con Calle Oriental. Sectores El Carmen - Santa Cruz
- 5 - Calle Oriental con Av Intercomunal. Sector Santa Cruz- La Gloria

## Punto de Referencia
Las personas se refieren a ese punto como las 5 Bocas e incluso algunos lo consideran un sector, sin embargo no tiene ningún terreno.
Durante muchos años existió una pasarela para atravesarlo dado el pesado tráfico, sin embargo esta cayó en el abandono y fue removida en el 2006.
Es fácilmente reconocible por ser la única curva de la Av Intercomunal en Cabimas.

## Esquinas
En ciudades como Caracas es costumbre dar las direcciones por esquinas, teniendo cada una su nombre propio.
Las esquinas de las 5 Bocas corresponden a las entradas anteriormente descritas, en los 5 sectores: La Gloria, Las Cabillas, Los Médanos, El Carmen y Santa Cruz.
En Cabimas las 5 Bocas es usada por los choferes y vehículos particulares como punto de referencia, por ahí pasan las líneas: Corito, El Lucero y Gasplant.

## Sectores Circundantes
- La Gloria
- El Dividive
- Los Médanos
- El Carmen
- Santa Cruz

## Líneas por Puesto
- Corito
- El Lucero
- Gasplant

## Sitios de Referencia
- E/S El Dividive. Av Intercomunal con carretera K sector La Gloria.
- Farmacia Bolivariana.
- Escuela Jesús Enrique Lossada. Av Intercomunal con carretera K.